# 南雀水电站
南雀水电站（英語：Nancho Hydroelectric Plant）是一座位于缅甸彬马那以东约16英里的水电站。南雀水电站装机容量为2×20MW，年发电量1.52亿度。